# Семеново (Уренский район)
Семёново — село, административный центр Семёновского сельсовета в Уренском районе Нижегородской области.

## География
Находится на расстоянии примерно 13 километров по прямой на юг-юго-запад от районного центра города Урень.

## История
Село известно с 1719 года, основано переселенцами из Шадрино Семеновского уезда. Население было старообрядцами-поповцами. В 1846 построена церковь Рождества богородицы и произошла смена названия. В 1856 году было учтено 45 хозяйств и 215 жителей. В советское время работали колхозы «Красный труженик» и «Семеновское», позже одноименное частное сельхозпредприятие.

## Население
Постоянное население  составляло 563 человека (русские 100%) в 2002 году, 581 в 2010 .